# I Choose You (bài hát của Sara Bareilles)
"I Choose You" là một bài hát của nữ ca sĩ kiêm sáng tác nhạc người Mỹ Sara Bareilles, nằm trong album phòng thu thứ tư của cô mang tên The Blessed Unrest (2013). Bài hát do chính cô cùng Jason Blynn và Pete Harper sáng tác, với phần sản xuất được thực hiện bởi Mark Endert, người sản xuất cho bài hát ăn khách "Brave" trước đó của cô.
Vào ngày 17 tháng 1 năm 2014, "I Choose You" được hãng Epic Records phát hành dưới dạng đĩa đơn thứ 2 trích từ album.

## Kết cấu bài hát
Đây là một bài hát ballad pop mang tiết tấu trung với các yếu tố của dòng nhạc alternative pop-rock. Mike Wass của Idolator mô tả đây là phần sản xuất bao quát nhất trong sự nghiệp của Barielles, với sự đồng nhất của "những nhịp ngắt kì lạ" và "những tiếng synth rải rác".

## Video âm nhạc
Video âm nhạc cho "I Choose You" được đạo diễn bởi Dennis Liu và được phát hành vào ngày 5 tháng 5 năm 2014. Video bao gồm những cảnh về 2 cặp đôi thật ngoài đời - một cặp đôi nam nữ và một cặp đôi đồng tính nữ - khi họ tổ chức những buổi cầu hôn độc nhất cùng sự xuất hiện của Bareilles.

## Trên các bảng xếp hạng
"I Choose You" mở đầu ở vị trí thứ 36 trên Adult Pop Songs vào tuần lễ ngày 1 tháng 3 năm 2014, và ở vị trí thứ 27 trên Adult Contemporary trong tuần lễ ngày 26 tháng 4 năm 2014. Khi đạt đến vị trí thứ 19 trên Adult Pop vào ngày 5 tháng 4, "I Choose You" trở thành đĩa đơn ăn khách thứ 6 không liên tiếp được lọt vào Top 20 của bảng xếp hạng đó.
| Các bảng xếp hạng (2014)              | Thứ hạng cao nhất |
| ------------------------------------- | ----------------- |
| Bỉ (Ultratip Flanders)                | 53                |
| Hoa Kỳ Billboard Hot 100              | 81                |
| Hoa Kỳ Adult Contemporary (Billboard) | 16                |
| Hoa Kỳ Adult Pop Airplay (Billboard)  | 14                |